# Galla Lupanio
Galla Lupanio eller Gaulo var den femte egentlige Doge i Venedig (755–756). Han blev valgt efter at have afsat og blindet sin forgænger Teodato Ipato. 
Galla kom til magten på et tidspunkt hvor der var tre klare fraktioner i Venedig: den pro-byzantinske fraktion ønskede en stærk doge og tætte politiske forbindelser til det byzantinske rige, det pro-frankiske parti gik ind for en tilnærmelse til det nye dynasti, som var kommet til magten i Frankrig (og som var fjender af langobarder og grækere samt det republikanske parti, som ønskede at opnå så megen selvstændighed som muligt og ikke at komme indenfor en stormagts indflydelsessfære. Galla var formentlig pro-frankisk. Han overlevede dårligt nok et år på tronen inden han blev afsat, blindet og sendt i eksil ligesom Teodato. Han betragtes normalt som grundlæggeren af Barozzi familien. 